# Josef Wächter
Josef Wächter (Nagyszeben, 1792. június 16. - Segesvár, 1880. január 30.) erdélyi szász orvos.

## Életútja
A segesvári és nagyszebeni gimnáziumban tanult, majd 1811-ben a bécsi egyetem orvosi karára iratkozott be, ahol 1817-ben  orvosdoktori oklevelet nyert. 1818-ban Szászsebesre hívták meg városi orvosnak. 1834-ben családjával Bécsbe költözött; azonban már 1835-ben visszaköltözött Nagyszebenbe és ott orvosi gyakorlatot folytatott 1846-ig. 1838-ban a bécsi cs. és kir. orvosi társaság levelező tagjának választotta. 1850-ben az 1848-49-es magaviseleteért a koronás arany érdemrendet kapta. 1859-től a nagyszebeni evangélikus presbitérium községi gondnoka és alelnöke volt. 1863 és 64-ben mint koronameghívott részt vett a nagyszebeni tartománygyűlésen.

## Művei
- Gedicht auf den kaiserl.-russischen Generalen Ostermann, als derselbe verwundet aus dem Krieg zurückkehrte 1813. Wien.
- Aufruf an die Sachsen in Siebenbürgen bei ihrem Durchmarsch durch die österreichischen Staaten. Ein Gedicht… Wien, 1813.
- Abhandlung über den Gebrauch der vorzüglichsten Bäder und Trinkwässer… Wien, 1817. (2. kiadás. Wien, 1818.)
- Praktische Beobachtungen über die Schwefelräucherungen. Aus dem Französischen des Herrn Dr. Jean de Carro übersetzt. Wien, 1818.
- Drei Gedichte in den Abendunterhaltungen für den Winter 1816-17. Wien.
- Das evang. Waisenhaus A. C. zu Hermannstadt, seine Gründer und Wohlthäter. Eine geschichtliche Skizze. Hermannstadt, 1859.
- Rechenschafts-Bericht über den Reinertrag der Denkschrift: «Das evangel. Waisenhaus etc.» Wien, 1860